# Poultry Cross
Poultry Cross è la croce di mercato che si trova al centro di Salisbury nella contea del Wiltshire, Sud Ovest dell'Inghilterra, Regno Unito. Il monumento, che risale al XIV secolo, viene considerato un monumento classificato di primo grado per il suo particolare interesse storico e architettonico.

## Storia

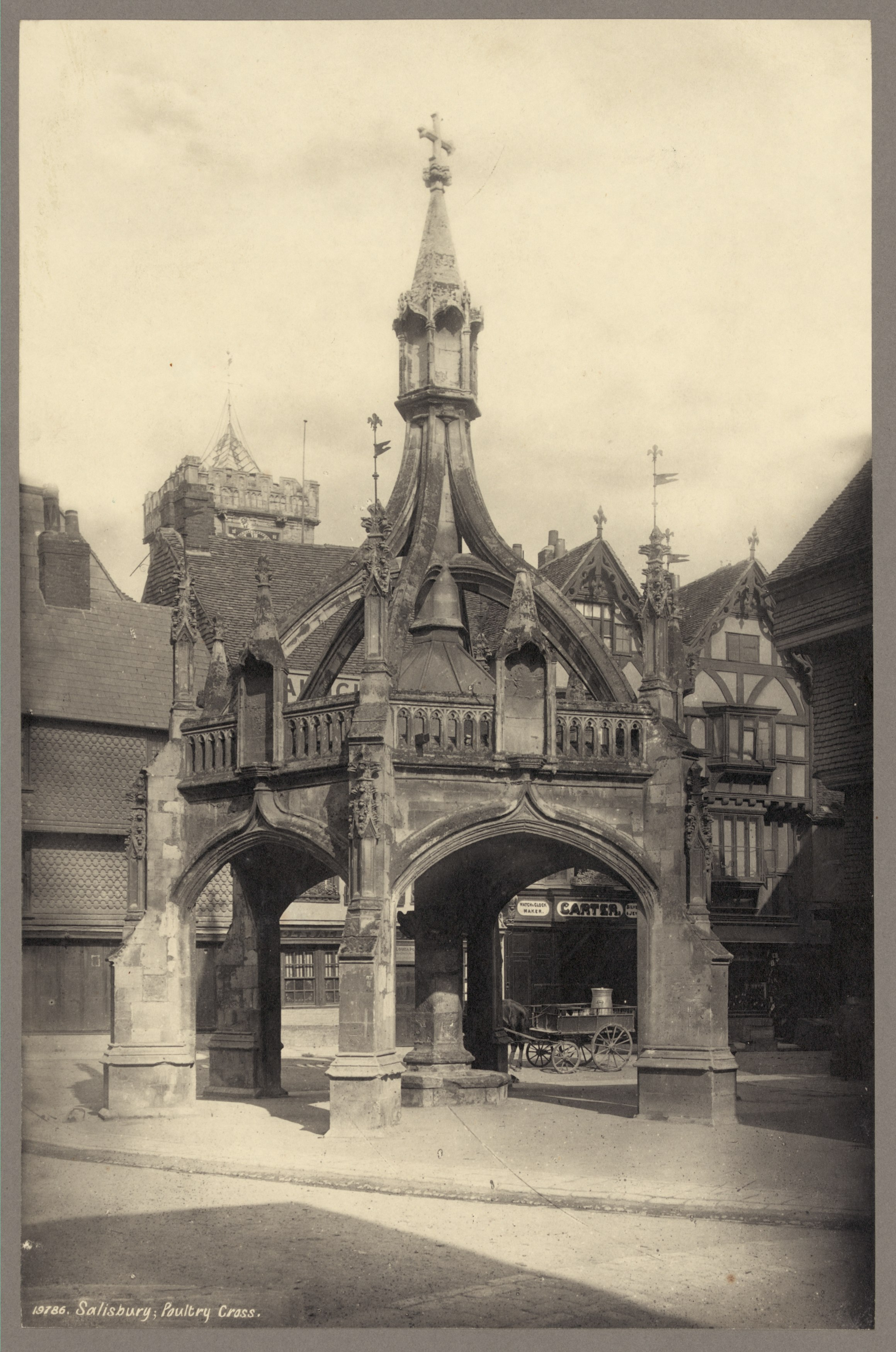
Poultry Cross come appariva nel 1870

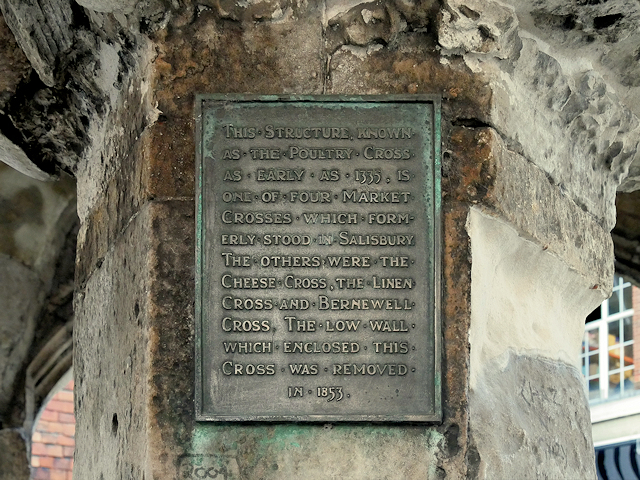
Targa in bronzo posta sotto il Poultry Cross di Salisbury

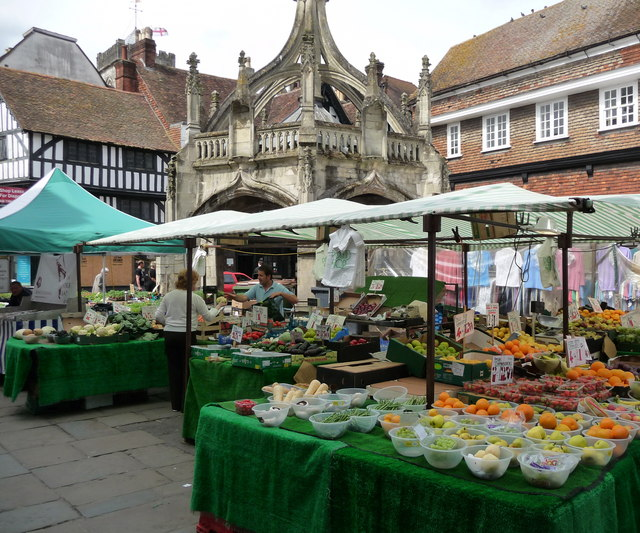
Poultry Cross nel giorno del mercato

La Poultry Cross a Salisbury risale al 1307 ed è stata oggetto di una ricostruzione nel XV secolo. La parte superiore fu restaurata in stile medievale nel 1853, sostituendo un singolo pilastro con una meridiana e una sfera che erano stati aggiunti durante i restauri del 1771. La struttura al centro del mercato era originariamente circondata da un quadrato di sedili in pietra poi rimossi.

## Descrizione
Il Poultry Cross si trova all'incrocio tra Minster Street e Silver Street nel centro di Salisbury nella contea del Wiltshire, Sud Ovest dell'Inghilterra, Regno Unito. Si tratta di un riparo a base esagonale con struttura ad arco aperto con pilastri a contrafforti, arricchito da pinnacoli scolpiti e rivestiti. Gli archi sono piatti a sezione segmentale e modanati con gocciolatoio a punta sopra la fascia centrale, sotto la base di una nicchia scolpita e con pinnacoli. Il fusto centrale in pietra, con un sedile in pietra circolare alla base, è sorretto da un tetto in piombo e originariamente rifinito con un blocco per la meridiana. Tutta l'aggiunta superiore risale al XIX secolo. Al museo cittadino sono presenti disegni che ne mostrano lo stato originale.

## Monumento classificato
L'English Heritage ha inserito dal 28 febbraio 1952 il Poultry Cross di Salisbury tra gli edifici storici come monumento classificato di prima categoria col numero 1243148.